# Stadion Miejski w Świnoujściu

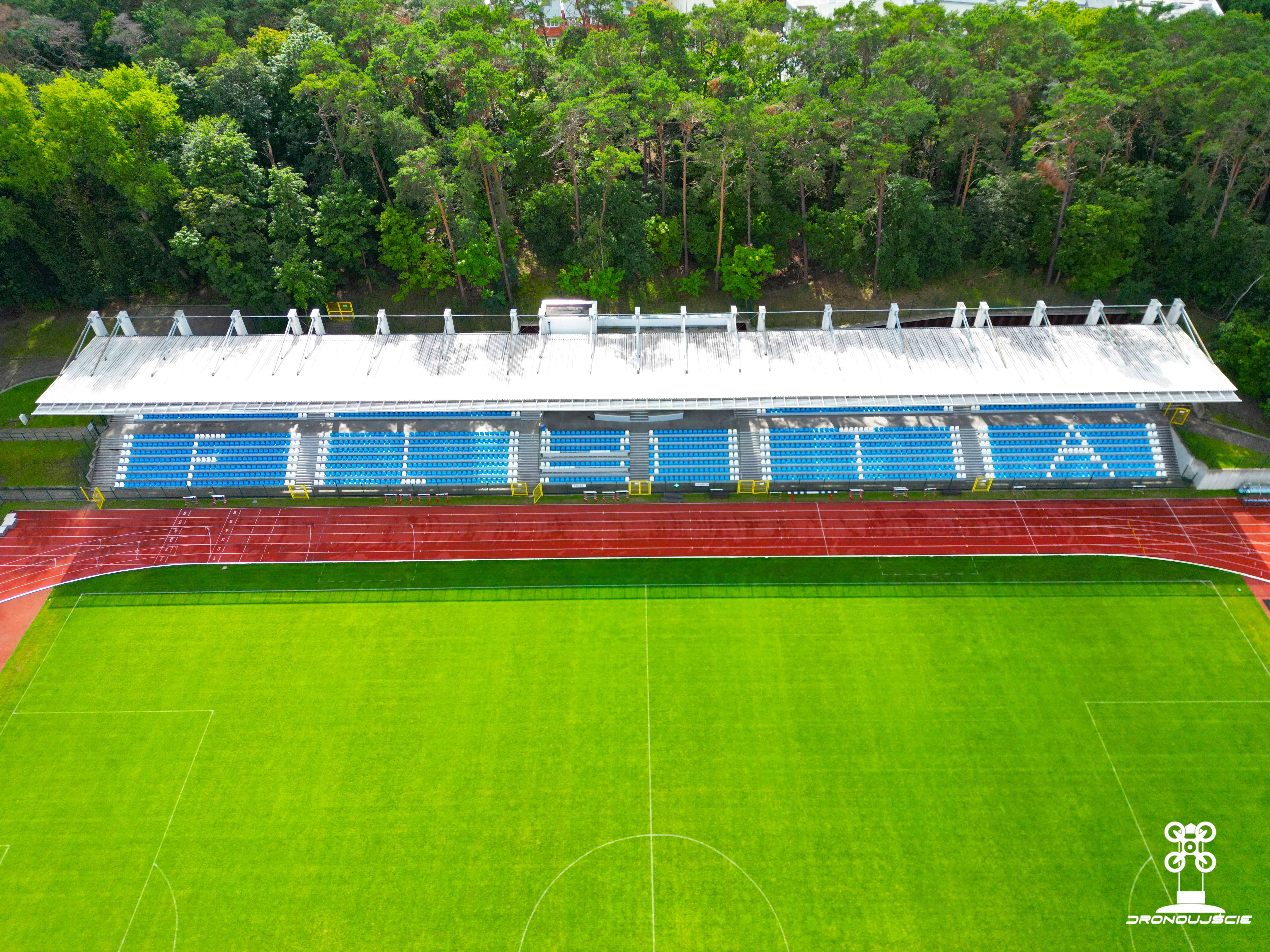
Zadaszona trybuna stadionu miejskiego w Świnoujściu.

Stadion Miejski im. Leszka Zakrzewskiego w Świnoujściu – stadion piłkarski zlokalizowany przy ul. Matejki 22 w Świnoujściu należący do Gminy Miasta Świnoujście. Stadionem zarządza Ośrodek Sportu i Rekreacji "Wyspiarz". Na tym stadionie rozgrywane są mecze Floty Świnoujście.
Patron
Oficjalnie od soboty, 30 marca 2024 roku Stadion Miejski nosi imię śp. Leszka Zakrzewskiego wieloletniego zawodnika, działacza sportowego i prezesa Floty
Zaplecze Techniczne
Obiekt posiada zaplecze techniczne: zaplecze szatniowe (2 szatnie) i sanitarne (toalety, natryski), pokój klubowy, pomieszczenia medyczne, dla speakera, pokój sędziowski, balkon. Obiekt posiada oświetlenie. Przy obiekcie znajduje się parking.
Trybuny
Stadion posiada 5 sektorów dla kibiców: trybunę północną 1140 miejsc siedzących oraz południową 1866 miejsc siedzących.
Trybuna północna (1140):
- Sektor A - 6 rzędów po 35 miejsc
- Sektor B - 6 rzędów po 40 miejsc
- Sektor C - 6 rzędów po 40 miejsc
- Sektor D - 6 rzędów po 25 miejsc + sektor buforowy 6 x 15
- Sektor E (dla gości) - 6 rzędów po 35 miejsc Trybuna południowa (1930):
- Sektor F - 11 rzędów po 35 miejsc
- Sektor G - 11 rzędów po 40 miejsc
- Sektor H (dla prasy i VIP) - 7 rzędów po 40 miejsc
- Sektor I - 11 rzędów po 40 miejsc
- Sektor J - 11 rzędów po 35 miejsc